# 匡裕民
匡裕民（1909年2月25日—1977年4月9日），中国人民解放军中将，1955年获二级八一勋章、二级独立自由勋章、一级解放勋章。